# Per Ciljan Skjelbred
Per Ciljan Skjelbred (Trondheim, 16 juni 1987) is een Noors voetballer die meestal als rechtermiddenvelder speelt. Hij verruilde Hertha BSC in juli 2020 voor Rosenborg BK. Skjelbred was van 2007 tot en met 2017 international in het Noors voetbalelftal, waarvoor hij 43 interlands speelde en één keer scoorde.

## Clubcarrière
Op 2004 maakte Skjelbred zijn profdebuut voor Rosenborg BK tegen FK Bodø/Glimt. Hij was toen 16 jaar en 358 dagen oud. Daarmee werd hij de op een na jongste speler in de geschiedenis van Rosenborg BK. Hij scoorde een doelpunt in de groepsfase van de Champions League tegen het Griekse Olympiakos. In de terugwedstrijd werd hij uit de wedstrijd geschopt door de Griekse houthakker Ieroklis Stoltidis. Hij vloog met beide voeten in en raakte Skjelbred's bovenbeen. Hij keerde pas in maart 2006 terug op het veld. In totaal scoorde Skjelbred in zeven seizoenen negen doelpunten uit 154 wedstrijden voor de club uit Trondheim. In augustus 2011 trok hij naar het Duitse Hamburger SV. In november 2011 werd hij door Kicker een miskoop genoemd. In februari 2020 werd bekend dat de Noor de Bundesliga achter zich ging laten en terug zou keren naar zijn geboorteland. Hij ging per augustus 2020 spelen bij Rosenborg BK.

## Interlandcarrière
Skjelbred speelde twaalf keer voor Noorwegen –21. Hij debuteerde op 28 maart 2007 onder leiding van bondscoach Åge Hareide in het Noors voetbalelftal, in een kwalificatiewedstrijd voor het EK 2008 in en tegen Turkije (2–2). Hij maakte op 11 juni 2013 zijn enige interlandtreffer. Hij kopte toen de 1–0 binnen in een met 2–0 gewonnen oefeninterland tegen Macedonië. Skjelbred speelde tot en met november 2016 uiteindelijk 43 interlands. Drie maanden daarna maakte hij bekend te stoppen als international. Noorwegen kwalificeerde zich in die periode voor geen enkel eindtoernooi.

## Erelijst
| Kampioen Tippeligaen | 3x | 2006, 2009, 2010 |
| Superfinalen         | 1x | 2010             |

1 Hansen ·
2 Reitan ·
3 Augustinsson ·
4 Hoff ·
5 Skjelbred ·
7 Henriksen  ·
8 Konradsen ·
9 Islamović ·
10 Molins ·
11 Holse ·
14 Wiedesheim-Paul ·
15 Eyjólfsson ·
16 Hovland ·
18 Zachariassen ·
20 Tagseth ·
22 Vecchia ·
24 Tangvik ·
25 Andersson ·
26 Šerbečić ·
27 Sæter ·
35 Ceide ·
Tettey ·
Coach: Hareide